# Lebbeus microceros
Lebbeus microceros är en kräftdjursart som först beskrevs av Henrik Nikolai Krøyer 1841.  Lebbeus microceros ingår i släktet Lebbeus och familjen Hippolytidae. Inga underarter finns listade i Catalogue of Life.